# ボルドー・メリニャック空港
ボルドー・メリニャック空港（仏: Aéroport de Bordeaux-Mérignac）は、フランスのボルドーの西12kmのメリニャックに位置する国際空港。

## 概要
もともとは1917年の第一次世界大戦の際に空軍基地として利用された。第二次世界大戦中はナチス・ドイツ空軍が大西洋哨戒センターとして使用した。

## 就航路線
| 航空会社                 | 就航地 |
| ------------------------ | --- |
| エールフランス航空       | パリ/CDG、リヨン |
| イージージェット         | マルセイユ、リヨン、ニース、リスボン、ロンドン/LGW、ロンドン/LTN、ベルファスト、ジュネーヴ、バーゼル、アテネ、パルマ・デ・マヨルカ、ラバト |
| トランサヴィア           | マラケシュ、アガディール、ダカール |
| ロイヤル・エア・モロッコ | マラケシュ(2025年10月10日より運航再開予定)                                                                                                 |

### 就航都市
- フランス
  - パリ、リヨン、マルセイユ、ニース
- イギリス
  - ロンドン、ベルファスト
- ポルトガル
  - リスボン
- スペイン
  - パルマ・デ・マヨルカ
- スイス
  - ジュネーヴ、バーゼル
- ギリシャ
  - アテネ
- モロッコ
  - ラバト、マラケシュ、アガディール
- セネガル
  - ダカール